# エキストラ:スターに近づけ!
『エキストラ:スターに近づけ!』(原題:Extras)は、2005年からイギリスのBBCで放送されているコメディドラマ。
リッキー・ジャーヴェイスとスティーヴン・マーチャントのコンビによる「The Office」に続く作品である。エキストラ止まりの中年男アンディとその仲間で友達のマギーを通して、撮影現場の内幕をシニカルなユーモアで描き出す。また、マーチャントも奇妙なキャラクターのエージェント役で出演している。
毎回ゲストに実在の有名スターが本人役で出演していることが話題となった。BBCとHBOによる共同制作であり、アメリカでの放送はHBOが行っている。
第1シーズン
- イギリス　2005年7月21日～BBC Twoにて放送
- アメリカ　2005年9月25日～HBOにて放送
- 日本　2005年11月27日～WOWOW(デジタル2)にて放送　2006年12月17日～WOWOW「コメディUK!」内（アナログ/デジタル1）

第2シーズン
- イギリス　2006年9月14日～BBC2にて放送
- アメリカ　2007年2月14日～HBOにて放送
- 日本　2007年10月11日～WOWOW「コメディUK!」内(デジタル2)にて放送

## 配役と登場人物
- リッキー・ジャーヴェィス - アンディ・ミルマン
- アシュレー・ジェンセン - マギー・ジェイコブス
- スティーヴン・マーチャント - エージェント
- ショーン・パイ - グレッグ
- ショーン・ウィリアムソン - バリー(本人)

## ゲスト
第1シーズン
- エピソード1 ベン・スティラー
- エピソード2 ロス・ケンプ
- エピソード3 ケイト・ウィンスレット
- エピソード4 レス・デニス
- エピソード5 サミュエル・L・ジャクソン
- エピソード6 パトリック・スチュワート

第2シーズン
- エピソード1 オーランド・ブルーム
- エピソード2 デヴィッド・ボウイ
- エピソード3 ダニエル・ラドクリフ、ワーウィック・デイヴィス
- エピソード4 クリス・マーティン(コールドプレイ)
- エピソード5 イアン・マッケラン
- エピソード6 ジョナサン・ロス、ロバート・デ・ニーロ

## スタッフ
- リッキー・ジャーヴェィス - 脚本
- スティーヴン・マーチャント - 脚本
- リッキー・ジャーヴェィス - 監督
- スティーヴン・マーチャント - 監督
- チャーリー・ハンソン - プロデューサー
- ジョン・プロウマン - エグゼクティブ・プロデューサー(Series 2)
- リッキー・ジャーヴェィス - エグゼクティブ・プロデューサー(Series 2)
- スティーヴン・マーチャント - エグゼクティブ・プロデューサー(Series 2)

## エピソード

### 第1シーズン
第1話：ベン・スティラー編
アンディはセリフの無いエキストラだが、セリフのある役をもらおうと、映画の原作者に取り入り、監督（ベン・スティラー）に掛け合ってくれるよう頼み込む。
第2話：ロス・ケンプ編
アンディはセリフのある役をもらおうと、本当に元SASだったと言い張る主役のロス・ケンプにお願いする。一方マギーは役者の一人に恋をしてしまう。
第3話：ケイト・ウィンスレット編
マギーは、交際している小道具担当の男がHな電話をかけてくる事が悩み。それをアンディに相談している最中、主役のケイト・ウィンスレットが偶然聞いてしまう。
第4話：レス・デニス編
なんとかセリフのある役をもらおうと、アンディが引き受けた仕事は『アラジン』の魔人役。共演はクイズ番組の司会で人気者だったが、今は落ち目のレス・デニスだった。
第5話：サミュエル・L・ジャクソン編
サミュエル・L・ジャクソン主演の作品で、急遽セリフのある役をもらえる事になったアンディ。しかし、同じくエキストラの男性に付きまとわれ、一緒にご飯に行く約束を結ぶ事になる。
第6話：パトリック・スチュワート編
なかなか自分の脚本を売り込んでくれないエージェントに業を煮やしたアンディは、直接パトリック・スチュワートに売り込む。その脚本が採用され、ついにパイロット版を製作することになる。

### 第2シーズン
第1話：オーランド・ブルーム編
自分の思い描いていた内容ではなく、売れ線の下品なネタが満載のコメディを制作する事になったアンディは理想と現実の間で悩む。一方、相変わらずエキストラを続けているマギーはオーランド・ブルームに口説かれる。
第2話： デヴィッド・ボウイ編
番組はアンディの思いとは裏腹に高視聴率。とりあえずの成功に祝杯をあげていると、番組の大ファンだというファンに囲まれてしまう。面倒になったアンディ達がセレブ向きのお店に移動すると、そこにデヴィッド・ボウイが来店する。
第3話：ダニエル・ラドクリフ編
番組が好調なアンディに映画『ハリー・ポッター』の依頼が舞い込む。意気揚々と乗り込むアンディだったが、主役のダニエル・ラドクリフは子どもキャラのイメージに思い悩み、だれかれ構わず女性を口説いて回っていた。
第4話：クリス・マーティン（コールドプレイ）編
チャリティーCMの撮影現場にて、コールドプレイのボーカルのクリス・マーティンがアンディの番組に出て歌いたいと申し出てきた。一度は断ろうとしたアンディだが、エージェントに押し切られゲスト出演を認めてしまう。
第5話：イアン・マッケラン編
番組は高視聴率を続けるも、批評家からは散々酷評される毎日にうんざりしたアンディは、舞台に出演し役者としての価値を高めたいと主張する。そこにイアン・マッケランが演出する芝居のオファーが舞い込んできたのだが…。
第6話：ロバート・デ・ニーロ編
アンディはエージェントにロバート・デ・ニーロとのアポイントを取らなければクビにする、と通告する。一方マギーは、人気トーク番組に出演し芸能界での交友を深めていくアンディとの心のすれ違いを感じ始める。

## 主な賞歴
2005年
- ブリティシュ・コメディ・アワード　最優秀新人賞・最優秀TVコメディ女優賞受賞

2006年
- 英国アカデミー賞（TV部門）最優秀コメディパフォーマンス賞・最優秀シットコム・最優秀脚本賞ノミネート
- ローズドール賞　最優秀シットコム番組・最優秀シットコム女優賞受賞
- ブリティシュ・コメディ・アワード　最優秀TVコメディ俳優賞受賞
- エミー賞（コメディ部門）ゲスト男優賞(ベン・スティラー、パトリック・スチュアート）・ゲスト女優賞（ケイト・ウィンスレット）・最優秀脚本賞ノミネート

2007年
- 英国アカデミー賞（TV部門）　最優秀コメディパフォーマンス賞受賞・最優秀脚本賞ノミネート
- エミー賞（コメディ部門）主演男優賞(アンディ役リッキー・ジャーヴェイス)

2008年
- プライムタイム・エミー賞 作品賞 (テレビ映画部門)ノミネート